# Richard Nitsch
Richard Heinrich Georg Nitsch (Todtgüslingen (Nedersaksen), 1 november 1908 – 1993) was een Duitse politiebeambte tijdens de Tweede Wereldoorlog. Hij was als Gestapo-agent namens de Sicherheitspolizei (SiPo) werkzaam in Limburg en verantwoordelijk voor de dood van een groot aantal mensen.

## Levensloop
Nitsch was de zoon van een spoorwegwerker. Hij groeide op in een gezin met drie broers en twee zussen. Nitsch werkte eerst zeven jaar in een winkel, voordat hij een baan kreeg bij de spoorwegpolitie. Hij controleerde de papieren van passagiers op de lijn Bentheim-Osnabrück-Hannover. In 1932 werd hij lid van de NSDAP die een jaar later met Adolf Hitler aan het hoofd de macht greep. In 1935 werd Nitsch benoemd tot Kriminalassistent Anwärter bij de grenspolitie. Hij hield zich bezig met de contraspionage in het grensgebied. Via contacten bij de NSB ontving hij informatie over communistische en Joodse aangelegenheden.
Na de Duitse inval in Nederland werd hij door de Sicherheitspolizei gestationeerd in Arnhem. De organisatie stond daar nog in de kinderschoenen en er was voor Nitsch niet heel veel werk. Van oktober 1940 tot april 1941 had hij dienst in Enschede. Daar hield hij zich namens de SiPo bezig met het toezicht op de op dat moment nog legale politieke partijen. Zijn volgende post was bij de SiPo in Maastricht. In de jaren daarna groeide hij uit tot een van de beruchtste nazi's binnen Limburg.
De Duitser was een berucht ondervrager en mishandelde veel van zijn gevangenen. Hij gebruikte op steeds meer gevangenen geweld naarmate de oorlog vorderde. Hij ging daarin zelfs zover dat hij de Duitse regels op dat punt overschreed. Dat kon hij doen omdat er vanuit het hoofdkwartier van de Reichssicherheitshauptamt in Den Haag weinig toezicht was op de buitenposten zoals Maastricht, dat tot een van de zes buitenposten in Nederland behoorde. Verder werd Nitsch door zijn chef Max Strobel waarschijnlijk aangemoedigd om geweld te gebruiken. Een laatste verklaring is dat de werkdruk sterk toenam. De Duitsers kregen steeds minder medewerking van de Nederlandse politie, terwijl het verzet juist steeds actiever werd.
Nadat Limburg was bevrijd week Nitsch in november 1944 uit naar Friesland. Op 22 mei 1945 gaf hij zich in IJmuiden over aan de Canadezen. Het duurde tot juni 1946 voordat men ontdekte dat gevangene Nitsch wel erg veel op zijn kerfstok had. Vanuit een Duits krijgsgevangenkamp in Esterwegen werd hij naar Nederland getransporteerd.
In Nederland hoorde Nitsch in een rechtszaak bij het Bijzonder Gerechtshof in Maastricht de doodstraf tegen zich eisen. Hij werd uiteindelijk veroordeeld tot levenslang vanwege negen opgelegde executies en meerdere folteringen. Zijn straf werd in april 1959 omgezet naar 22 jaar en negen maanden. Het jaar daarop werd hij vrijgelaten en als "ongewenst vreemdeling" uitgezet naar de Bondsrepubliek. Dit paste binnen het Nederlandse beleid, waarbij de meeste oorlogsmisdadigers voortijdig werden vrijgelaten. Kort na zijn vrijlating trok hij samen met zijn vrouw in bij zijn zoon, die in Bad Bentheim woonde. Hij overleed in 1993, waarschijnlijk aan een stofwisselingsziekte waar hij al een aantal jaar aan leed.

## Persoonlijk
Nitsch was getrouwd met Gesine ten Thoren. Samen kregen zij een zoon en een dochter.

## Lijst van gebeurtenissen waarbij Nitsch betrokken was
Nitsch was betrokken bij meerdere executies en schoot eigenhandig meerdere mensen dood. Hieronder staat een lijst met incidenten waar Nitsch bij betrokken was. Deze lijst is niet volledig.
- Nitsch was betrokken bij de executie van zeven stakers. Zij namen in 1943 deel aan de April-meistakingen. De aanleiding daartoe was het Duitse besluit dat Nederlandse oud-militairen die in de meidagen van 1940 mee hadden gevochten wederom in krijgsgevangenschap moesten. De Duitsers sloegen de staking neer door in het hele land willekeurig stakers te executeren. De executie van het zevental vond plaats op 3 mei 1943 op de Wellse Heide. Na de oorlog wees Nitsch aan waar het massagraf was.[8]
- Samen met Max Strobel en Hans Conrad was Nitsch verantwoordelijk voor de executie van verzetsman Derk van Assen op 14 september 1943. Hij werd doodgeschoten in de Schadijkse bossen bij Meterik. Van Assen was een anderhalve maand eerder gearresteerd vanwege de hulpverlening aan Joden en neergestorte piloten. Hij had tyfus opgelopen. Mogelijk was hij met opzet besmet om een bevrijdingsactie te kunnen uitvoeren. In plaats van Van Assen naar het ziekenhuis te brengen, valt het besluit om Van Assen te fusilleren om besmetting van anderen te voorkomen.[9]
- Op 3 november 1943 vond er een inval plaats in Heerlen, waarbij 18 Joden werden opgepakt.[10]
- Samen met zijn collega C.W. Klonen ging Nitsch op pad om de als anti-Duits bekend staande kapper Hendrik Johannes Korrel in Echt te arresteren. Met zijn baas Strobel was afgesproken dat Korrel zogenaamd op de vlucht zou worden doodgeschoten. Klonen schoot Korrel, die op slag dood was, in de rug. De actie vond plaats als represaillemaatregel vanwege een aanslag op een NSB'er die daarbij gewond was geraakt.[11]
- Strobel en Nitsch deden op 1 mei 1944 een inval in Sevenum met als doel Eugénie Boutet, een medewerkster van de Ondergrondse, te arresteren. Zij was op dat moment niet aanwezig.[12]
- De verzetsman Jo Lokerman werd op 9 mei 1944 gearresteerd door toedoen van het verraad van Aldegonda Zeguers-Boere, een minnares van Strobel. Lokerman probeerde namens het verzet de in februari 1944 gepakte Jules Janssen vrij te kopen. Nitsch en Strobel stonden achter de gordijnen in de woning van Zeguers-Boere, terwijl zij een gesprek had met Lokerman. Na het gesprek werd hij gearresteerd. In samenhang met zijn arrestatie werden in en rond Maastricht vijftig lokale verzetsleden opgepakt. Lokerman en vier anderen overleden in Duitse concentratiekampen.[13]
- Op 21 juni 1944 werd na een verzoek van de Aussenstelle (SD en Sipo) van Amsterdam aan de Aussenstelle Maastricht een inval in het klooster St. Louis in Weert, gedaan. Deze inval stond onder leiding van Nitsch. Hierbij werd een groot deel van de top van de Landelijke Organisatie voor Hulp aan Onderduikers (L.O.) in Limburg gearresteerd. Slechts enkelen wisten te ontvluchten. Dit was de grootste slag van Nitsch. Hij verhoorde de arrestanten eerst ter plekke en daarna in het Kamp Vught.[14]
- Een van de resultaten van die verhoren was, dat de Duitsers onder leiding van Nitsch en Strobel op 22 juli 1944 in Simpelveld een huis binnenvielen. Zij hoopten daar Sjeng Coenen te arresteren, de rayonleider van de L.O. in Simpelveld.[15] Op dat moment werd net zijn oom begraven. Coenen zag kans het huis op tijd te verlaten.[16] Anderhalve maand later, op 5 september (Dolle Dinsdag), werd hij echter door Duitse soldaten gesnapt met een wapen op zak.[17]
- In Helden was Nitsch op 17 mei 1944 verantwoordelijk voor de arrestatie van 52 mensen, waarvan verschillende doorgestuurd werden naar concentratiekampen in Duitsland. Meerdere mensen kwamen niet terug. Een paar dagen eerder was de plaatselijke leider van het verzet Wiel Houwen al gearresteerd en zwaar door Nitsch mishandeld.[18] Wiel Houwen was door Strobel gearresteerd in Roermond, toen hij op weg was om in Heerlen de koerier Theo Crijns te bevrijden. Deze  was op 20 april 1944 gearresteerd, daarbij gewond geraakt en in het Sint Joseph Ziekenhuis in Heerlen opgenomen. Daar werd hij geopereerd door de chirurg Karel van Berckel. Omdat Crijns veel namen wist, werd het verzet ingeschakeld om hem te bevrijden. Wiel Houwen werd daarvoor gevraagd. Toen deze gearresteerd was, besloot het Heerlens verzet Crijns zelf te bevrijden. Nitsch bezocht ondertussen Crijns in het ziekenhuis en zei een "Goldfish" gevangen te hebben en wilde hem meenemen naar Maastricht voor verhoor. Dokter van Berckel trad kordaat op en zei dat transport niet mogelijk was. Nitsch dreigde enkele dagen later terug te komen en posteerde twee agenten voor de deur. In de nacht van 23 april drongen Giel Bensen en Jacques Crasborn het ziekenhuis binnen. Een agent werd doodgeschoten en Bensen was zwaargewond. Crijns wist te ontsnappen en onder te duiken. Nitsch was woedend en arresteerde de volgende dag de familie Crijns; moeder, drie zussen en een broer. Deze  werden naar Maastricht overgebracht en na mishandeling naar kamp Vught en Amersfoort getransporteerd, waar ze tot de bevrijding moesten blijven. Ook de familie Bensen werd door Nitsch gearresteerd en naar kamp Vught gebracht  Eveneens werd chirurg van Berckel  gearresteerd en naar Kamp Vught gebracht en daar op Dolle Dinsdag 5 september gefusilleerd. Deze geschiedenis  staat beschreven in het boek: 'Met Godsvertrouwen voor het vuurpeloton, Karel van Berckel , verzetsman en chirurg" , Walburgpers 2015.
- Nitsch was in augustus 1944 betrokken bij het oppakken van enkele Joodse onderduikers in Wessem.[19]
- Uit verhoren was het Nitsch duidelijk geworden dat Piet Hoeben en een zekere Korsten lid waren van de Knokploeg Helden. Zowel Hoeben als Peter Korsten werden in de ochtend van 10 augustus 1944 in hun woonplaats Panningen van hun bed gelicht. Wat Nitsch niet wist was dat Korsten onschuldig was, hij was verwisseld met iemand met dezelfde achternaam. Beide mannen werden vrijwel direct op straat doodgeschoten.[20]
- Via de eerder genoemde Zeguers-Boere was Nitsch ingelicht over de verzetsman Henri Hubert Scheepers die betrokken was bij de Belgische Witte Brigade. Zij maakte een afspraak met hem op 18 augustus 1944 in Meerssen. Bij aankomst werd hij overvallen door vier SD'ers, waaronder Nitsch en Conrad. Nog voordat hij zijn handen in de lucht kon steken werd hij doodgeschoten.[21]
- Rond 20 september 1944 schoot Nitsch, samen met Conrad en Frebig, in de buurt van de Duitse grens van Maasniel, drie jongeren uit Sittard neer. Zij waren twee dagen eerder opgepakt toen zij richting het centrum van Sittard trokken om de bevrijding te vieren. Het centrum was nog niet helemaal gezuiverd en zij werden door Duitse militairen opgepakt en overgedragen aan de Sicherheitspolizei. Twee slachtoffers waren meteen dood. Een bleef zwaargewond achter en werd de volgende dag alsnog door Nitsch of een van zijn medewerkers doodgeschoten.[22]
- Op 30 augustus 1944 werden Hubert Ummels en Rinus Pereira na een arrestatie door de AKD aan de Patersweg in Belfeld meegenomen naar het politiebureau in Venlo en werden later die dag naar de kazerne in Blerick overgebracht. De Sipo Maastricht werd hierover geïnformeerd en arriveerde later die middag in Blerick.  Na verhoor door de SiPo moest op bevel van Strobel de marechaussee Hubert Ummels en verzetsman Rinus Pereira worden geëxecuteerd. Zij werden terug gebracht naar de Patersweg in Belfeld. Pereira werd door Conrad doodgeschoten en Nitsch schoot Ummels neer. Bij het tweede schot weigerde Nitsch' wapen en daarom loste Conrad het laatste fatale schot.
- Op 7 oktober 1944 werden boerenknecht Cor Janssen en verzetsman Henk Gommans door Nederlandse SS'ers op bevel van Strobel en in opdracht van Nitsch geëxecuteerd. Aanvankelijk kreeg Nitsch opdracht van Strobel om beide te executeren maar Nitsch gaf aan dat hij dit niet wilde omdat het hem te veel werd. Strobel beval Nitsch dat hij dit dan maar moest laten uitvoeren door de twee Nederlandse SS'ers die bij hem waren. Cor Janssen werd die dag in de bossen tussen Reuver en Beesel gedood en Henk Gommans dezelfde dag aan de Patersweg in Belfeld.>/ref>
- Op 15 oktober 1944 werden in de buurtschap Ooijen bij Broekhuizenvorst acht mannen opgepakt na een vermeend incident met een defect pistool. Na ondervraging door Nitsch en Ströbel werden vier van de gevangenen schuldig bevonden, terug naar Ooijen gebracht en aldaar geëxecuteerd.
- Op 8 februari 1945 geeft Nitsch, intussen in Friesland gestationeerd, leiding bij een grote actie in Scharnegoutum. Hij bezoekt zelf een boerderij die kort daarvoor nog Gerard Reeskamp verborgen zat. In een boerderij iets verderop worden meerdere wapens aangetroffen. Er worden een aantal soldaten achtergelaten. Twee verzetsmensen, Heinrich Roth en Pieter Ane Glastra van Loon hadden zich in een smalle ruimte verstopt en moeten zich een aantal dagen muisstil houden. Na een paar dagen stortte Roth in door uitputting en Glastra van Loon besloot medische hulp te zoeken. Daarbij werden beide mannen gepakt en een maand later gefusilleerd.[23]